# کیرنان دوسبری-هال
کایرنان دوسبری-هال (انگلیسی: Kiernan Dewsbury-Hall؛ زادهٔ ۶ سپتامبر ۱۹۹۸) بازیکن فوتبال اهل انگلستان است که در پست هافبک میانی برای باشگاه فوتبال اورتون در لیگ برتر فوتبال انگلستان بازی می‌کند.
دوسبری-هال دوران حرفه‌ای خود را با لستر سیتی آغاز کرد و در سال ۲٠٠۶ به تیم جوانان آنها پیوست. او اولین قرارداد حرفه‌ای خود را در سال ۲٠۱۷ امضا کرد و اولین بازی خود را برای تیم بزرگسالان در جام حذفی در سال ۲٠۱۹ انجام داد. او در سال ۲٠۲٠ به صورت قرضی به بلکپول و در فصل ۲٠۲۱-۲٠۲٠ به لوتون تاون رفت. پس از درخشش در لوتون، فصل بعد به تیم اصلی لستر سیتی راه یافت. این تیم در فصل ۲٠۲۳-۲٠۲۲ سقوط کرد، اما دوسبری-هال با قهرمانی در چمپیونشیپ، نقش مهمی در بازگشت این باشگاه به لیگ برتر ایفا کرد و جایزه بازیکن فصل لستر را از آن خود کرد. او در تابستان ۲٠۲۴ با چلسی قرارداد امضا کرد و تابستان بعد به اورتون منتقل شد.

## افتخارات
لستر سیتی
- چمپیونشیپ: ۲۰۲۳–۲۴[۴]
- جام خیریه انگلستان: ۲۰۲۱[۵]

چلسی
- لیگ کنفرانس اروپا: ۲۰۲۴–۲۵[۶]
- جام جهانی باشگاه‌ها: ۲۰۲۵[۷]